# A Morte Comanda o Cangaço
A Morte Comanda o Cangaço é um filme brasileiro de 1960, dirigido por Carlos Coimbra e Walter Guimarães Motta. Foi o primeiro filme escolhido como representante brasileiro ao Oscar de melhor filme estrangeiro na cerimônia do Oscar 1961, mas não foi indicado.

## Sinopse
No ano de 1929 no sertão do Ceará, o cangaceiro Silvério que é apadrinhado do Coronel Nesinho, ataca uma família de pequenos fazendeiros por terem desobedecido as ordens do cruel Coronel. Durante o ataque a fazenda é totalmente destruída, com a proprietária, Dona Cidinha, tendo seu pescoço decapitado pelo terrível cangaceiro. Dona Cidinha tinha um filho de nome Raimundo Vieira que durante os acontecimentos foi julgado, torturado e dado como morto, porém, o mesmo conseguiu sobreviver com a ajuda de seus vaqueiros e pequenos lavradores, e se escondeu num sítio. Depois disso eles se organizam e atacam a fazenda do Coronel Nesinho, que é morto, e prendem Florinda que o Coronel tinha enviado como recompensa ao cangaceiro Silvério, entretanto, Raimundo e Florinda se apaixonam. Logo após ficar sabendo da morte do Coronel, Silvério faz um ritual de "corpo fechado", e ciente de que estava imbatível prega medo, horror e violência pelo sertão e se esconde na caatinga. O grupo que tinha Raimundo e Florinda a frente, se encontra com um beato e seus companheiros e com a ajuda de um rastejador, encontram o esconderijo de Silvério, o combate final entre Silvério e Raimundo acaba com a morte do brutal cangaceiro, trazendo novamente a paz pro sertão.

## Elenco
| Ator/atriz                | Personagem        |
| ------------------------- | ----------------- |
| Alberto Ruschel           | Raimundo Vieira   |
| Aurora Duarte             | Florinda Hollanda |
| Milton Ribeiro            | Capitão Silvério  |
| Maria Augusta Costa Leite | Dona Cidinha      |
| José Mercaldi             | Abdala            |
| Jean Laffront             | Beato             |
| Edgard Ferreira           | Coruja            |
| Gilberto Marques          | Coronel Nesinho   |
| Álvaro Holanda            | Rastejador        |
| Sergio Warnowsky          | Temporal          |
| Camilo Sampaio            | Sargento          |
| Wolney Figueira           | Soldado           |
| Raymundo Jeremias         | Coiteiro          |
| Léo de Avelar             | Gibão             |
| Apollo Monteiro           | Mortalha          |
| Édson França              | Baraúna           |
| Ruth de Souza             | Rezadeira         |
| Lyris Castellani          | Maria dos Anjos   |